# ふたご座シータ星
ふたご座θ星（ふたござシータせい、θ Geminorum、θ Gem）は、ふたご座の恒星である。見かけの等級は3.6と、肉眼でみることができる明るさである。年周視差に基づいて太陽からの距離を計算すると、約193光年である。

## 位置
ふたご座θ星は、ふたご座の北部、ぎょしゃ座との境界付近に位置し、星座の中でカストルとポルックスの兄弟の輪郭をなす星々とやや離れているので、4等星としてはかなり明るいが、目立つ存在ではない。

## 特徴
ふたご座θ星は、スペクトル型がA3 IIIに分類されるA型巨星とされてきて、スペクトル分類の中でA3 III型の標準星としても扱われてきた。表面の有効温度は約8128 Kで、光度は太陽の117倍くらいになり、半径は太陽の5倍程度と見積もられる。この大きさは、ふたご座θ星の視直径0.82ミリ秒と距離から計算した半径とも整合する。巨星でないとすれば準巨星であると考えられ、その場合スペクトル型はA2 IVとされる。質量は太陽の2.5倍くらいで、年齢はおよそ5億年と見積もられている。自転速度は133 km/s以上と測定され、主系列よりも進化した恒星ながらかなりの高速である。

## 重星
ふたご座θ星は顕著な多重星で、80秒離れた13等星のB、100秒離れた13等星のCは古くから知られているが、21秒離れた14等星のD、最も近い離角2.4秒のEは、21世紀になって発見された。B・C星は、固有運動の違いから、たまたま同じ方向にみえているだけの見かけ上の関係であることがわかっている。E星は、連星であるとすれば連星間距離が138 au以上、等級差から質量も太陽の7割程度と見積もられている。

## 名称
中国では、ふたご座θ星は五諸侯（拼音: Wu Zhū Hóu）という星官を、ふたご座τ星、ふたご座ι星、ふたご座υ星、ふたご座φ星と共に形成する。ふたご座θ星自身は、五諸侯一（拼音: Wu Zhū Hóu yī）つまり五諸侯の1番星といわれる。